# Gosset
Gosset — старейшая марка шампанского.
Дом Госсе известен с XVI столетия, когда в 1531 году Жан Госсе становится синьором д'Аи, а наследовавший ему его сын Клод — сеньором Вигнерона. Однако подлинную славу роду Госсе принёс Пьер де Госсе, основавший в 1584 году винодельческий Дом Госсе. В годы своего руководства городком Аи (1584—1592) Пьер принимал у себя французского короля Генриха IV, который с удовольствием угощался местным вином, изготовленным Домом Госсе (тогда ещё не относившемуся к классу игристых вин).
В процессе изготовления вина используются следующие сорта винограда: пино нуар, шардоне и пино менье.
В 1992 году марка Gosset завоевала титул «grande marque» — впервые для какого-либо шампанского более чем за 30 лет. В 1994 году эта существовавшая 410 лет семейная фирма была продана семейству Контро, и с тех пор возглавляется непосредственно Беатрисой Контро. Однако руководят процессом изготовления вина по-прежнему представители фамилии Госсе, также и техническая сторона процесса осталась неизменной. Не изменилось и количество производимого шампанского — 1 000 000 бутылок ежегодно.